# Maciel
Maciel is een plaats in het Argentijnse bestuurlijke gebied San Jerónimo in de provincie Santa Fe. De plaats telt 5.316 inwoners.